# Joe Clark
Charles Joseph "Joe" Clark (High River (Alberta), 5 juni 1939) was de 16e minister-president van Canada. Hij diende kortstondig tussen 4 juni 1979 en 3 maart 1980.

## Biografie
Clark genoot hoger onderwijs aan diverse instituten in Canada en behaalde een graad in politieke wetenschappen aan de University of Alberta. Hij begon zijn politieke carrière in 1972 toen hij in het district Rocky Mountain werd verkozen als Progressief-Conservatief lid van het Canadees Lagerhuis. Clark stelde zich kandidaat voor het leiderschap van zijn partij in 1976 en won als compromiskandidaat. Vele zogenaamde Red Tories (Rode conservatieven) steunde hem uiteindelijk als tegenwicht tegen onder anderen Brian Mulroney.
Tijdens Federale verkiezingen in 1979 nam Clark het op tegen de Liberaal Pierre Trudeau. Hoewel onwaarschijnlijk geacht slaagde Clark erin de verkiezingen te winnen, zij het met een minderheidsvertegenwoordiging in het Parlement. 15 jaar van Liberaal bewind en een economische teruggang onder Trudeau (werkloosheid en inflatie waren beide hoog) droegen bij tot de Conservatieve winst. De Conservatieven behaalden 136 zetels, 6 minder dan nodig voor een meerderheid, en moesten rekenen op de steun van een van de andere partijen in het Lagerhuis om te overleven. Clark werd de jongste minister-president in de Canadese geschiedenis toen hij één dag voor zijn 40e verjaardag werd beëdigd.
In oktober 1979 diende Clark zijn eerste, en enige, staatsbudget in bij het Lagerhuis. Hoewel hij campagne had gevoerd met de belofte belastingen te verlagen bevatte het budget een nieuwe accijns op benzine. In december werd de regering een nederlaag toegediend in het parlement en Clark diende zijn ontslag in. Er werden nieuwe verkiezingen uitgeschreven voor februari 1980 waarbij de Conservatieven 12 zetels verloren. De Liberale Partij, wederom onder leiderschap van Trudeau, won 146 zetels en dus een meerderheid. Op 3 maart werd Clark opgevolgd als minister-president door Trudeau. Tijdens de hierop volgende 3 jaar was Clark leider van de oppositie in het parlement maar in 1983 werd hij tijdens een partijconventie niet herkozen als leider, een post die naar Mulroney ging.
Nadat Mulroney in 1984 met grote meerderheid de verkiezingen had gewonnen diende Clark in zijn kabinet als onder meer minister van Buitenlandse Zaken en minister van Constitutionele Zaken. In 1993 kondigde hij echter aan zich niet herkiesbaar te stellen en trok hij zich terug uit de nationale politiek. De Progressief-Conservatieve Partij werd in 1993 weggevaagd (het behield slechts 2 zetels in het Lagerhuis) en kort daarna viel de partij uiteen. Tijdens de PC-partijconventie in 1998, nadat Jean Charest was afgetreden als leider van de progressief-conservatieven, wendde de partij zich wederom tot Clark en hij accepteerde het leiderschap. Tijdens Federale parlementsverkiezingen in 2000 echter slaagde Clark er niet in om een vuist te maken tegen de Liberalen onder leiding van Jean Chrétien die op hun succes op het economische vlak campagne hadden gevoerd.
Clark bleef aan als partijleider vooraleer hij in 2004 definitief uit de politiek stapte.